# Parahyangan

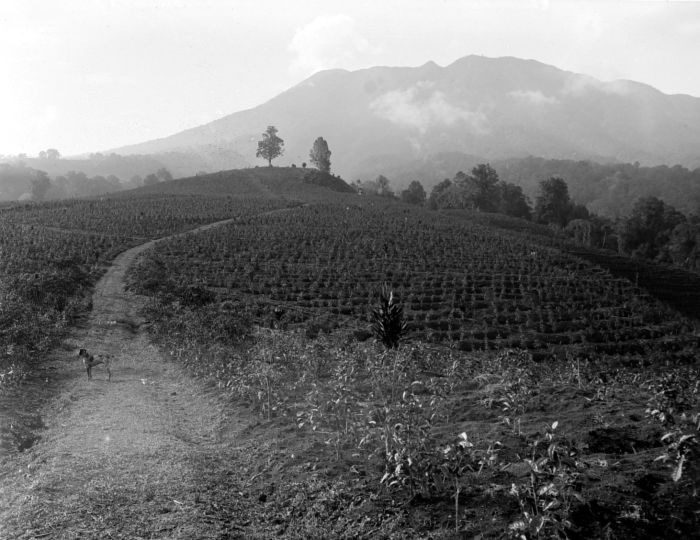
Piantagione di tè nel nord di Soekaboemi nel 1923

Parahyangan (anche Priangan  o Preanger) è una regione culturale e montuosa nella provincia della Giava occidentale, in Indonesia. La sua superficie totale è circa un 1/6 dell'isola di Giava ed è delimitato a ovest dalla provincia di Banten, a nord dalla regione della costa settentrionale di Subang, Cirebon e Indramayu (ex locazioni di Batavia e Cheribon), ad est dalla provincia della Giava centrale (dove erano situate Banyumas e Pekalongan) e a sud dall'Oceano Indiano.

## Geografia
L'area del Priangan Tengah (Priangan centrale) copre le reggenze (kabupaten) di:
- Bandung
- Bandung Occidentale (Bandung Barat)
- Subang (parte sud)
- Garut (parte nord)
- Purwakarta
- Sumedang

insieme alle città indipendenti di Bandung e Cimahi, che si trovano geograficamente all'interno di queste reggenze sebbene amministrativamente indipendenti.
Oltre a Parahyangan, c'è anche l'area conosciuta come  Priangan Timur  (Priangan orientale). Insieme alle città indipendenti di Tasikmalaya e Banjar, che si trovano geograficamente all'interno di quest'area che copre le reggenze di:
- Garut
- Ciamis
- Tasikmalaya
- Kuningan
- Majalengka
- Pangandaran

Mentre in Occidente, l'area conosciuta come Priangan Barat (Priangan occidentale) comprende la Reggenza di Cianjur e quella di Sukabumi, nonché la città omonima. Viene occasionalmente menzionata come Bogor Raya (Grande Bogor) se raggruppata insieme alla Reggenza di Bogor e alla sua città.